# Catecolamină

Structura catechinei

Dopamină

Noradrenalină (norepinefrină)

Adrenalină (epinefrină)

O catecolamină (CA) este un compus organic monoaminic, cu grupa amină legată de un catecol (catechină). Cele mai importante catecolamine sunt: dopamina, adrenalina și noradrenalina.

## Biosinteză
Catecolaminele sunt derivate de la aminoacidul numit tirozină, care la rândul său se introduce în organism prin alimentație sau se obține prin biosinteză, pornind de la fenilalanină. Procesul metabolic de obținere al tirozinei din fenilalanină are loc în prezența unei enzime numită fenilalanin-hidroxilază. Apoi, prin diferite reacții chimice, L-tirozina se transformă în levodopa, un precursor important pentru obținerea dopaminei.